# 米雷和克鲁特
米雷和克鲁特（法語：Muret-et-Crouttes，法語發音：[myʁɛ e kʁut]）是法国上法蘭西大區埃纳省的一个市镇，属于苏瓦松区。

## 地理
米雷和克鲁特（49°17'5"N, 3°24'57"E）面积5.24 平方千米，位于法国上法蘭西大區埃纳省，该省份为法国北部内陆省份，北起北部省，西接索姆省和瓦兹省，东临阿登省和马恩省，西南至塞纳-马恩省，东北部与比利时接壤。
与米雷和克鲁特接壤的市镇（或旧市镇、城区）包括：阿尔西圣雷斯蒂蒂、沙克里斯、德鲁瓦济、洛努瓦、马斯特和维奥莱讷、楠特伊苏米雷。

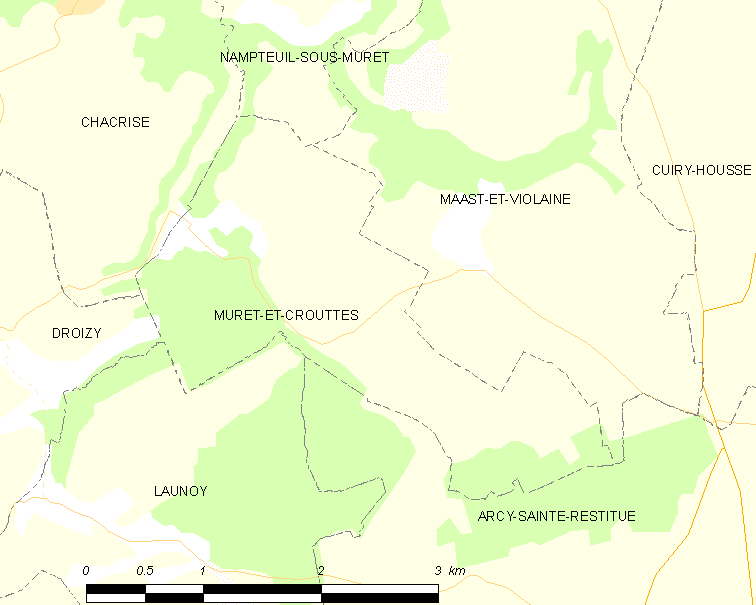
米雷和克鲁特的OSM定位图

米雷和克鲁特的时区为UTC+01:00、UTC+02:00（夏令时）。

## 行政
米雷和克鲁特的邮政编码为02210，INSEE市镇编码为02533。

## 政治
米雷和克鲁特所属的省级选区为维莱科特雷县。

## 人口

1962-2008年间米雷和克鲁特人口变化图示

米雷和克鲁特于2022年1月1日时的人口数量为111人。